# Jean-Louis Guillaud
Jean-Louis Guillaud (Caen, 5 de març de 1929 - 3 de desembre de 2015) va ser un periodista i presentador de televisió francès. És pare de l'almirall Édouard Guillaud (n. 1953), cap d'estat major de l'armada de 2010 a 2014.

## Biografia
Fill de mestres, es va graduar a l'Institut d'Estudis Polítics de París. Va iniciar la seva carrera com a periodista el 1953, primer al departament polític de la Société Générale de Presse i després a Paris Jour. El 1960, es va traslladar a Algèria com a subdirector d'informació a la Delegació General del Govern. El 1961 va tornar a França i va entrar al servei polític de France-Soir i de Candide. De 1963 al 1964 va ser auditor de l'Institut des hautes études de Défense nationale. El 1963 es va convertir en redactor en cap i el 1967 subdirector adjunt de notícies televisades. El 1968 va ser nomenat director i va tenir un paper clau en les vagues provocades per la ruptura de l'ORTF el 1968. De 1969 a 1972 fou director encarregat pel director general de l'ORTF de coordinar els estudis preparatoris per a la creació del tercer canal de televisió.
Del 1970 al 1972, va ocupar el càrrec de la Secretaria General de la Presidència de la República a petició de Georges Pompidou. Del 1972 al 1974 va ser nomenat director d'emissores regionals i del tercer canal de televisió de l'ORTF.
El 1975 fou nomenat director general encarregat de programes de TF1 i alhora va produir el programa lúdic L'Île aux enfants, creat per Christophe Izard. Fou president-director general de TF1 de 1978 a juny de 1981. De gener de 1987 a gener de 1990 fou president-director general de l'Agence France-Presse. El 1994 va fundar i presidir TV France International, un organisme encarregat de promoure la producció audiovisual francesa a l'estranger.
El 5 d'octubre de 2004 el MIPCOM va celebrar l'acció promoguda per TVFI presentant, amb ocasió del France Day, d'un premi d'excel·lència a Jean-Louis Guillaud, "per la seva excepcional contribució al desenvolupament de la televisió francesa".
El 8 de desembre de 2008, va lliurar els V Premis Export tota la indústria audiovisual francesa, amb motiu de la vetllada del Premi del productor de PROCIREP a París. El premi Export de TV France International premia els programes audiovisuals francesos més venuts arreu del món. El premi destaca l'impacte econòmic i cultural de les exportacions i ret homenatge al dinamisme comercial dels distribuïdors francesos.
Va morir el 3 de desembre de 2015 a l'edat de 86 anys.

### La sèrieGrandes Batailles
Amb Henri de Turenne i assistit per Daniel Costelle, va iniciar el 1966 la sèrie de documentals històrics Les Grandes Batailles per Verdun (amb motiu del cinquantè aniversari). Aquests inclouen La Bataille d'Angleterre, La Bataille de l'Atlantique, La Bataille du Pacifique (dues emissions), La Bataille de Moscou (premiada a Monte Carlo), etc. La seva darrera obra (2009) és Apocalypse, un fresc que representa tota la Segona Guerra Mundial, emès a més de 130 països i premiat arreu del món; amb Henri de Turenne n'és el guionista i fa servir els arxius descoberts des de la sèrie de les Grandes Batailles.